# Daymán Antúnez
Daymán Antúnez (Cerro Largo, 20 de noviembre de 1917 - 1992) fue un pintor y muralista uruguayo perteneciente al Taller Torres García.

## Biografía
Estudió dibujo en Melo antes de ingresar al taller de Joaquín Torres García siendo discípulo directo del Maestro. Participó del grupo de alumnos que realizaron los Murales del Hospital Saint Bois.
Pintó murales en Durazno (Uruguay), Paysandú y Salto (Uruguay).
Ejerció la docencia en el taller del Maestro y en varias instituciones en todo el Uruguay.

## Obras
- Mural en el salón principal del Club Unión Oriental en Fray Bentos[3]